# Coua delalandei
Il cua chioccioliere (Coua delalandei Temminck, 1827) era un uccello della famiglia dei Cuculidi. Questo cua gigante, che un tempo viveva al suolo nelle impenetrabili foreste vergini del Madagascar, si è estinto verso la fine del XIX secolo. Attualmente non ne restano che una dozzina di spoglie impagliate, reliquie preziose ed insostituibili, conservate nei musei di Parigi, Londra, Cambridge (USA), Filadelfia, New York, Leida e Antananarivo. Detto anche cua di Delalande, in onore del suo scopritore, M. Delalande, che ne inviò un esemplare al Museo di Parigi dove fu descritto nel 1828, non si trovava che in una ristretta zona situata nella parte nordorientale del Madagascar e nella piccola Île Sainte-Marie. Era uccello terrestre e si spostava correndo nella foresta. Il cua chioccioliere era un bell'uccello della grandezza di una cornacchia, alto sulle zampe e con una lunga coda digradante. Il suo becco era corto e spesso. La colorazione del piumaggio era identica nei due sessi; il dorso e le parti superiori del corpo erano di un blu indaco-violaceo carico, con riflessi bronzei o purpurei sulle ali. Le piume della coda terminavano con una zona bianca. La gola, il petto e una parte del ventre erano color bianco puro, il basso ventre, le cosce, i fianchi e il disotto della coda rossi, le zampe ed il becco blu-nerastro. La caruncola attorno agli occhi e la zona di pelle nuda intorno alla base del becco avevano una colorazione blu viva.

## Biologia

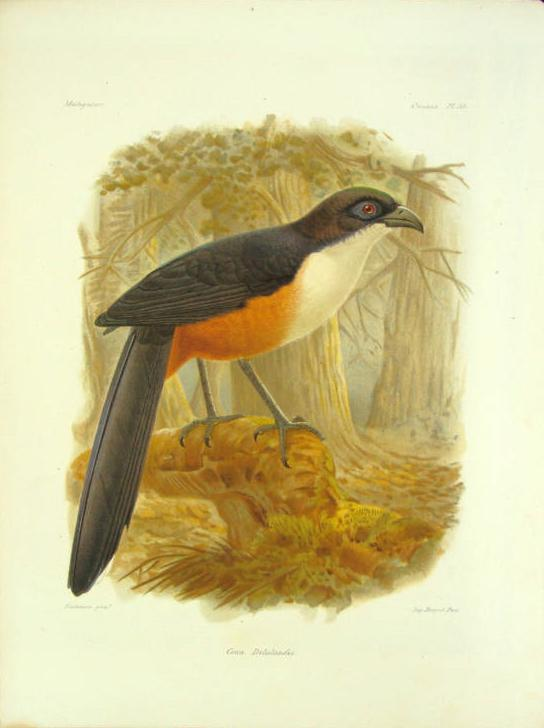
Un cua chioccioliere in una stampa cromolitografica.

Il cua chioccioliere faceva parte del gruppo di cuculi terrestri. Esso era il gigante del suo genere e conduceva un'esistenza discreta, circondata di mistero, nel fitto della foresta umida, dove misurava il suolo saltellando alla ricerca di lumache.
Soltanto pochissime persone ebbero il privilegio di osservare da vivo il cua chioccioliere. Fu appunto il caso particolare del Dr. M. Ackerman, medico chirurgo della Marina reale francese, che visse nell'isola di Madagascar, dedito all'avicoltura e all'ornitologia. Nel 1841 egli pubblicò una Nota sul cua nella Rivista zoologica di Parigi. Tra gli uccelli che osservò nel corso del suo triennale soggiorno in Madagascar, egli cita il cua come l'animale dal quale era stato maggiormente colpito per la vivacità, per il carattere e per il genere di vita.
Il Dr. Ackerman possedeva un cua chioccioliere: per parecchi mesi l'uccello visse in una grande voliera, in buon accordo con altre specie. Era diventato quasi familiare e distingueva molto bene la voce del padrone, rispondendo al suo richiamo. Svolazzava in tutte le direzioni e cantava come nel bosco. Questo canto si limitava a un crucù, modulato a scendere, ed esso tanto più lo ripeteva, quanto più era contento oppure impaziente.

## Riproduzione
È una fortuna che la scienza abbia potuto profittare della nota del Dr. Ackerman, che rappresenta un documento prezioso ed unico sul modo di vivere del cua chioccioliere. La riproduzione di questa specie è rimasta sconosciuta. Alcuni ornitologi ritenevano che, a somiglianza di altri cuculi, le specie malgasce parassitassero altri uccelli. Non è questo tuttavia il caso, come hanno potuto accertare il Milon e l'Appert. Ignoriamo in qual modo si svolgesse la riproduzione del cua chioccioliere, ma essa non doveva differire granché da quella delle nove specie e sottospecie viventi. Dalle rare osservazioni fatte sul terreno, possiamo trarre le seguenti deduzioni: i cua costruiscono un nido molto semplice, su cespugli o alberelli; a seconda delle specie, il nido si trova a maggiore o minore altezza dal suolo. Si tratta di un insieme di ramoscelli che richiama quello delle nostre tortore. I due genitori si danno il cambio per covare le uova, sempre in numero di due. Il Milon segnala che alcune covate vengono distrutte da predatori (mammiferi o serpenti). I giovani cua possiedono, in fondo alla cavità boccale, uno strano ornamento, fatto di disegni geometrici a forma di ocelli e di scudetti vivamente colorati.
Se prestiamo fede al Lavauden, gli indigeni davano la caccia a quest'uccello raro e selvatico, per mezzo di tagliole; il cua prigioniero si dibatteva, perdendo così molte piume.

## Estinzione
Sembra che l'esemplare offerto al Museo di Parigi, sia l'ultimo cua chioccioliere trovato nel proprio ambiente. Difatti, una trentina di anni più tardi, nel 1865, A. Grandidier e A. Lanz non riuscirono più a rintracciare questa specie nel Madagascar, in quelle stesse località nelle quali i collezionisti erano prima riusciti a procurarsene.
Benché nel 1932 il Lavauden sembrasse avere ostentato un esagerato ottimismo, affermando che «il Coua delalandei non era estinto», la spedizione franco-americana dello stesso anno, composta di ornitologi ricchi di esperienza, non ne trovò traccia, al pari di tutti gli altri cercatori che hanno successivamente esplorato, in maniera sistematica, le regioni un tempo abitate da questo singolare uccello. Nel 1937, l'ornitologo americano Rand, autore di un lavoro completo sull'avifauna malgascia, considerava estinto il cua chioccioliere. Già poco frequente all'epoca della sua scoperta, quest'uccello si è rapidamente rarefatto; le terrificanti distruzioni della foresta primitiva, ch'era il suo esclusivo habitat, ne hanno completato lo sterminio.
Comunemente viene indicato che il coua delalandei si estinse negli anni 20 del XX secolo ma poiché una spedizione del 1865 non trovò traccia di questo uccello è probabile che esso si sia estinto prima di tale data. Può darsi comunque che qualche uccello fosse vivente nel 1865 ma è da ritenersi altamente probabile che nessun uccello sopravvisse sino al XX secolo. Il coua delalandei si estinse quindi, quasi certamente già nel corso del 1800.